# Allysin
Allysin ist ein Derivat von Lysin, welches – peptidisch gebunden – Bestandteil von Elastin und Kollagen ist. 
Durch Einwirken des Enzyms Lysinoxidase (auch Lysyloxidase genannt) auf Lysin bzw. Hydroxylysin in der extrazellulären Matrix wird Allysin bzw. Hydroxyallysin hergestellt und bildet mit diesem einen wesentlichen Bestandteil der stabilisierenden Querverbindungen in Kollagen und Elastin. Chemisch handelt es sich dabei um eine oxidative Desaminierung der Aminogruppe der Seitenkette zum Aldehyd. Allysin selbst kann mit den Aldehydresten der gleichen oder benachbarten Tropelastinmoleküle mithilfe einer Aldolkondensation Allysinaldol und weiter Desmosin bilden. Noch vorhandenes Lysin kann über seine Aminogruppe mit Allysin eine Schiffsche Base bilden, wobei Isodesmosin entsteht. Beim Abbau von Lysin entsteht als Metabolit wiederum Allysin.